# Isabelle Aeschlimann
Isabelle Aeschlimann (1979) is een Zwitserse schrijfster.

## Biografie
Isabelle Aeschlimann is afkomstig uit Alle in het kanton Jura. Ze verbleef twee jaar in Berlijn, een periode die haar later zou inspireren voor haar eerste roman Un été de trop uit 2012.
Ze woont in Grandson.

## Werken
- (fr)  Un été de trop, 2012.